# Jozef Crick
Jozef Crick (Aalst, 23 oktober 1890 - Sint-Amandsberg, 7 juni 1965) was onder de naam Jef Crick een Belgisch dichter, roman- en toneelschrijver, biograaf en essayist, kunstrecensent en journalist.

## Levensloop
Crick was een zoon van Adrianus-Franciscus Crick, secretaris van de burgerlijke godshuizen van Aalst en van Maria-Hortensia de Smet, die winkel hield. Hij trouwde met Elza Calmeyn, dochter van de Brugse tekenaar, pastellist en etser Karel Calmeyn.
Hij doorliep de humaniora aan het Sint-Jozefscollege te Aalst en had er onder meer les van de paters Jozef Van Mierlo (in de poësis) en Evarist Bauwens (in de retorica). Pater Lode Taeymans was in zijn tijd de studieprefect. Nog tijdens de humaniora kwam zijn literair talent tot uiting.
Hij werd secretaris van de katholieke volksvertegenwoordiger Louis-Marie de Bethune. In 1923 ging hij in het vervallen kasteel van Laarne wonen. Hij kon tot 1927 de noordvleugel van het hoofdgebouw afhuren. Vanaf 1928 woonde hij in Sint-Amandsberg. Hij zette er zich in voor de realisatie en uitbreiding van de begraafplaats Campo Santo, waar hij zelf ook werd begraven. De laatste jaren van zijn leven verliepen in materiële soberheid. Hij moest regelmatig kunstwerkjes uit zijn verzameling te gelde maken om de eindjes aan elkaar te knopen.
Hij werd actief in de journalistiek:
- stichter en hoofdredacteur van het kortstondige tijdschrift Excelsior (2013 - juli 2014),
- redacteur van het tijdschrift De Denderbode, waarin hij studies wijdde aan vooraanstaande bekeerlingen (1914-1918),
- redacteur bij verschillende tijdschriften, zoals Het Volk, Dietsche Warande en Belfort, Jong Dietschland, Ons Volk Ontwaakt en De Volksmacht (1920-1960),
- na de Eerste Wereldoorlog, samen met Jan Boon en Filip De Pillecyn, een van de eerste redacteurs van de krant De Standaard.

Hij schreef vooral kunstrecensies. Ook interviewde hij talrijke Vlaamse kunstenaars. De grote verdienste van Jef Crick is misschien wel dat hij als gezaghebbend kunstrecensent van grote dagbladen zoals Het Volk en De Standaard, steeds en bijna onvoorwaardelijk, de kunstenaars uit eigen land heeft geruggensteund.

## Publicaties
Crick heeft vaak onder pseudoniemen gepubliceerd. Hij gebruikte hierbij onder meer de volgende pseudoniemen: Elmar, Elsevier, Erasmic, Excelsior, Fra Diavolo, Jef Studax, Josse, Musicus, Pax.
- Rouwkransje voor een overleden vriend, dichtbundel, 1906.
- Losse gedachten over Albrecht Rodenbach, bekroond door de redactie van het Vlaamsgezinde tijdschrift "De Student", Aalst, 1909.
- Oorlogswee, lyrisch drama, 1915.
- Mondschein-Sonate van Beethoven, gedichten, 1916.
- Pax!, lyrisch Kerstspel, 1917 (muziek H. Van Schoor).
- Johannes Joergensen, 1917.
- Sonnetten, 1918.
- Silhouetten van Vlaamsche Kunstenaars, 1924.
- Toen moeder heenging, roman, 1926.
- Fra Angelico, legendespel, 1926 (muziek J. Tinel).
- Walter Stevens, essay 1929.
- Veva: een spel van maskers en zielen, 1931 (muziek H. Van Schoor).
- De ridder van het Slot van Laarne, 1932 (Barbierprijs 1935), later herziene en verkorte uitgave Monica, 1944, herwerkt tot televisiespel in 1958 en tot de opera De Jonkvrouw van Laarne in 1956 op muziek van L. Van Dessel.
- De Roman van Charlot, of wat een clown lijden kan, kinderroman.
- De man die zijn lijf verloor, 1933, i.s.m. Herman Mulder.
- Leven en Werken onzer beeldende kunstenaars, 2 volumes, 1932 en 1934.
- Van een pater die een schilder was. In memoriam lode Taeymans, Sint-Amandsberg, 1939.
- Petrus Paulus Rubens, de roman van zijn leven, Antwerpen, 1943.
- Kantate gewijd aan Jan Frans Willems, 1943.
- Hendrik Conscience, intieme bladzijden uit zijn leven, Sint-Amandsberg, 1938.
- Freddy, een rakkersroman, Hoogstraten, 1944.
- Karel-Lodewijk Ledeganck, Sint-Amandsberg, 1945.
- Antoon Van Dyck, Gent, 1963.